# Рон Аткінсон
Рон Аткінсон (англ. Ron Atkinson; нар. 18 березня 1939, Ліверпуль) — англійський футболіст, що усю кар'єру грав на позиції півзахисника за «Оксфорд Юнайтед».
По завершенні ігрової кар'єри став футбольним тренером. Найбільших досягнень здобув очолюючи «Манчестер Юнайтед», ставши з ним дворазовим володарем Кубка Англії та переможцем Суперкубка Англії. Також по разу вигравав Кубок англійської ліги з «Шеффілд Венсдей» та «Астон Віллою».
З кінця 1990-х років став телевізійним коментатором-експертом на англійському телебаченні.

## Ігрова кар'єра
Рон Аткінсон народився в Ліверпулі, але майже одразу після його народження сім'я переїхала в Бірмінгем. У 17-річному віці перейшов в «Астон Віллу», але так і не зміг пробитися в основний склад команди.
У 1959 році як вільний агент перейшов у «Оксфорд Юнайтед» (тоді клуб називався «Хедінгтон Таун»), де грав разом зі своїм молодшим братом, Гремом. Рон провів більше 500 матчів за клуб, виступаючи на позиції крайнього хавбека, і забив 14 голів. За свої виступи він отримав прізвисько «Танк». Він був капітаном «Оксфорда», коли клуб піднявся з Південної ліги у Другий дивізіон, всього за шість років, з 1962 по 1968 рік. Він також став першим в англійському футболі капітаном команди, з яким клуб вийшов з Південної ліги через три дивізіони в Футбольну лігу.
1971 року у віці 32 років Аткінсон завершив ігрову кар'єру.

## Кар'єра тренера

### Початок тренерської кар'єри
Розпочав тренерську кар'єру відразу ж по завершенні кар'єри гравця, 1971 року, очоливши тренерський штаб клубу «Кеттерінг Таун», що не входив в Футбольну лігу. Він добре проявив себе в ролі тренера, і в результаті отримав запрошення очолити клуб з Футбольної ліги «Кембридж Юнайтед», з яким у 1977 році виграв Четвертий дивізіон. У наступному році він покинув клуб, який мав хороші шанси на вихід у Другий дивізіон..

### «Вест Бромвіч Альбіон»
На початку 1978 року Аткінсон очолив клуб Першого дивізіону «Вест Бромвіч Альбіон». Незабаром він підписав чорношкірого Брендона Бетсона з «Кембриджу», який приєднався до пари чорношкірих футболістів, Лорі Каннінгема та Сірілла Регіса. До цього в жодній команді з вищого дивізіону англійського футболу не грало одночасно троє чорношкірих гравців. Тріо чорношкірих футболістів похитнуло усталені расистські традиції в англійському футболі. Після цього з'явилося нове покоління гравців з темним кольором шкіри, які стали активно виступати за провідні клуби, хоча раніше вони піддавалися расовій дискримінації.
У сезоні 1978/79 «Вест Бромвіч» посів третє місце в чемпіонаті, а також дістався до чвертьфіналу Кубка УЄФА. 30 грудня 1978 року «дрозди» одержали знамениту перемогу над «Манчестер Юнайтед» з рахунком 5:3 в матчі на «Олд Траффорд». У цьому сезоні клуб посів друге місце в чемпіонаті, поступившись чемпіонством «Ліверпулю» лише за різницею м'ячів. У 1981 році клуб фінішував на четвертому місці, і незабаром після цього Аткінсон був призначений головним тренером «Манчестер Юнайтед», замінивши звільненого Дейва Секстона.

### «Манчестер Юнайтед»
Аткінсон був яскравим, харизматичним тренером, виділяючись на тлі попереднього тренера «Юнайтед», Дейва Секстона (під керівництвом якого клуб зайняв друге місце в чемпіонаті в 1980 році, але не виграв жодного серйозного трофею з 1977 року).
Аткінсон керував командою протягом п'яти повних сезонів. У сезоні 1981/82 «Юнайтед» фінішував на третьому місці в Першому дивізіоні, що дало манкуніанцям путівку в Кубок УЄФА. У сезоні 1982/83 «Юнайтед» виграв Кубок Англії, перемігши у фінальному матчі «Брайтон енд Гоув Альбіон» (перший матч завершився внічию 2:2, перегравання виграв «Юнайтед» 4:0) і знову зайняв третє місце в чемпіонаті. У сезоні 1983/84 «Манчестер Юнайтед» дістався до півфіналу Кубка володарів кубків, а в чемпіонаті посів четверте місце, хоча у Кубку Англії сенсаційно програв «Борнмуту», клубу Третього дивізіону, з рахунком 2:0. У сезоні 1984/85 «Юнайтед» знову виграв Кубок Англії, обігравши у фінальному матчі «Евертон» з рахунком 1:0. Проте клубу не вдалося поборотися за Кубок володарів кубків у наступному сезоні, так як у фіналі Кубка європейських чемпіонів цього року сталася Ейзельська трагедія, через яку всі англійські клуби були дискваліфіковані з європейських турнірів на невизначений час (в результаті дискваліфікація тривала п'ять років).
У сезоні 1985/86 «Юнайтед» виграв 10 стартових матчів чемпіонату і закріпив комфортне лідерство в турнірній таблиці. Однак потім клуб почав втрачати форму і за підсумками сезону знову фінішував на четвертому місці.
Аткінсон витратив на трансфери гравців більше 8 млн фунтів. Найбільш дорогими придбаннями клубу стали Браян Робсон, Гордон Стракан і Єспер Ольсен. Крім того, Аткінсон залучав в команду молодих гравців: Нормана Вайтсайда, Марка Г'юза і Пола Макграта.
Він компенсував більше 6 млн фунтів, продавши з команди таких гравців як Рей Вілкінс і Марк Г'юз. Сезон 1986/87 почався для команди вкрай невдало, і в листопаді 1986 року, коли «Юнайтед» перебував на четвертому з кінця місці турнірної таблиці, Аткінсон був звільнений.

### Подальша тренерська робота
Надалі очолював команди клубів «Вест Бромвіч Альбіон», «Атлетіко», «Шеффілд Венсдей», «Астон Вілла» та «Ковентрі Сіті».
Останнім місцем тренерської роботи Аткінсона став клуб «Ноттінгем Форест», команду якого Рон Аткінсон очолював як головний тренер 1999 року.

## Тренерська статистика
| Клуб                 | Країна  | Початок роботи    | Завершення роботи | Показники | Показники | Показники | Показники | Показники |
| Клуб                 | Країна  | Початок роботи    | Завершення роботи | М         | В         | П         | Н         | % перемог |
| -------------------- | ------- | ----------------- | ----------------- | --------- | --------- | --------- | --------- | --------- |
| Кеттерінг Таун       | Англія  | 14 грудня 1971    | 22 листопада 1974 |           |           |           |           |           |
| Кембридж Юнайтед     | Англія  | 22 листопада 1974 | 12 січня 1978     | 146       | 68        | 36        | 42        | 46,58     |
| Вест Бромвіч Альбіон | Англія  | 12 січня 1978     | 9 червня 1981     | 159       | 70        | 36        | 53        | 44,03     |
| Манчестер Юнайтед    | Англія  | 9 червня 1981     | 6 листопада 1986  | 292       | 146       | 67        | 79        | 50        |
| Вест Бромвіч Альбіон | Англія  | 3 вересня 1987    | 12 жовтня 1988    | 53        | 15        | 23        | 15        | 28,3      |
| Атлетіко Мадрид      | Іспанія | 12 жовтня 1988    | 16 січня 1989     | 12        | 6         | 3         | 3         | 50        |
| Шеффілд Венсдей      | Англія  | 14 лютого 1989    | 6 червня 1991     | 118       | 49        | 34        | 35        | 41,53     |
| Астон Вілла          | Англія  | 7 червня 1991     | 10 листопада 1994 | 178       | 77        | 56        | 45        | 43,26     |
| Ковентрі Сіті        | Англія  | 15 лютого 1995    | 5 листопада 1996  | 74        | 19        | 28        | 27        | 25,68     |
| Шеффілд Венсдей      | Англія  | 14 листопада 1997 | 17 травня 1998    | 27        | 9         | 11        | 7         | 33,33     |
| Ноттінгем Форест     | Англія  | 11 січня 1999     | 16 травня 1999    | 16        | 4         | 10        | 2         | 25        |
| Пітерборо Юнайтед    | Англія  | квітень 2006      | травень 2006      | 3         | 1         | 2         | 0         | 33,33     |
| Загалом              | Загалом | Загалом           | Загалом           | 1078      | 464       | 306       | 308       | 43,04     |

## Робота на телебаченні
В останні роки він став одним з найбільш відомих телевізійних коментаторів-експертів в Англії. Відомий своїми характерними зворотами мовлення — його висловлювання називають «Біг-Ронізмами» («Big-Ronisms») або «Ронглішами» («Ronglish») — а також расистськими висловлюваннями в прямому ефірі.

## Титули і досягнення

### Як тренера
- Володар Кубка Англії (2):

«Манчестер Юнайтед»: 1982–83, 1984–85
- Володар Суперкубка Англії (1):

«Манчестер Юнайтед»: 1983
- Володар Кубка англійської ліги (2):

«Шеффілд Венсдей»: 1990–91
«Астон Вілла»: 1993–94